# Fünfkampf-Weltmeisterschaft 1939

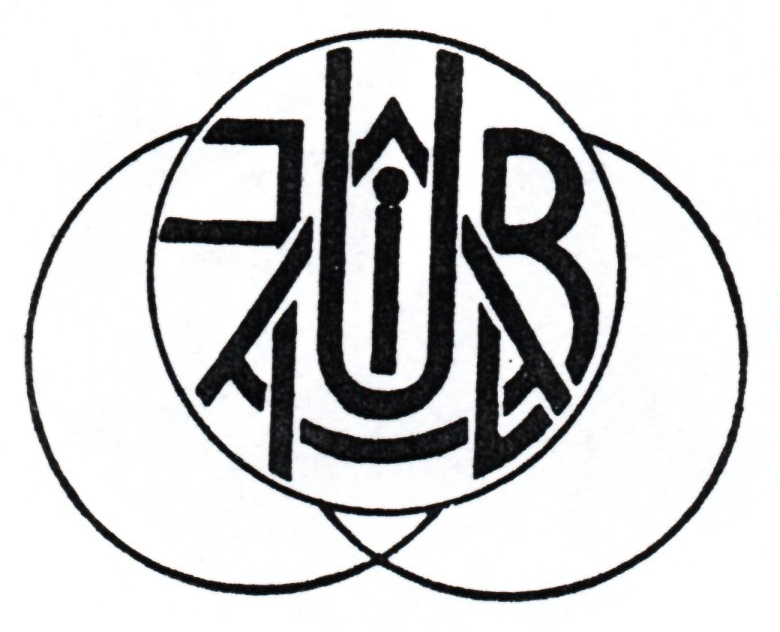
Logo UIFAB (ausrichtender Verband)

Veranstaltungsort: Aachen

Die Fünfkampf-Weltmeisterschaft 1939, auch Pentathlon-Weltmeisterschaft genannt, war das sechste Turnier in dieser Disziplin des Karambolagebillards und fand vom 30. Januar bis zum 4. Februar 1939 in Aachen statt. Es war die zweite Fünfkampf-Weltmeisterschaft in Deutschland.

## Geschichte
Walter Lütgehetmann kam direkt von der deutschen Meisterschaft im Fünfkampf nach Aachen. Wie schon vor einer Woche in Magdeburg war hier nicht zu schlagen. Mit dem größten Abstand zum Zweiten in der bisherigen Geschichte des Fünfkampfs sicherte sich der Frankfurter verdient den Titel. Durch die Veränderung des Koeffizienten war ein Vergleich des VGD zu den vorausgegangenen Meisterschaften schwer möglich. Im letzten Match von Lütgehetmann hatte der Franzose Constant Côte noch die Chance auf den Titelgewinn. Es musste aber mit 8:2 Partiepunkten gegen Lütgehetmann gewinnen. In der Freien Partie gewann dann der Franzose auch mit 200:7 in einer Aufnahme. Dann startete Lütgehetmann aber eine Siegesserie und gewann die nächsten drei Disziplinen. Im Dreiband gab es dann noch eine 19:20-Niederlage. Damit konnte sich nach August Tiedtke zum zweiten Mal ein Deutscher in die Siegerliste der Fünfkampf-WM eintragen.

## Modus
Gespielt wurde das ganze Turnier im Round Robin Modus.
1. PP = Partiepunkte
2. MP = Matchpunkte
3. VGD = Verhältnismäßiger Generaldurchschnitt
4. BVED = Bester Einzel Verhältnismäßiger Durchschnitt

Ende 1938 wurde auf Antrag des französischen Verbandes von der UIFAB der Multiplikator (Koeffizient zur Ermittelung des VGD) geringfügig geändert. Bei der Berechnung des VGD wurden die erzielten Punkte in folgender Weise berechnet:
Freie Partie: Distanz 200 Punkte (erzielte Punkte mal 1)
Cadre 45/2: Distanz 150 Punkte (erzielte Punkte mal 2)
Einband: Distanz 50 Punkte (erzielte Punkte mal 9)
Cadre 71/2: Distanz 100 (Punkte erzielte Punkte mal 3)
Dreiband: Distanz 20 Punkte (erzielte Punkte mal 40)
Alle Aufnahmen wurden mal 1 gewertet.
Der Fünfkampf wurde auch in dieser Spielfolge gespielt.
In der Endtabelle wurden die erzielten Partiepunkte vor den Matchpunkten und dem VGD gewertet.

## Turnierort

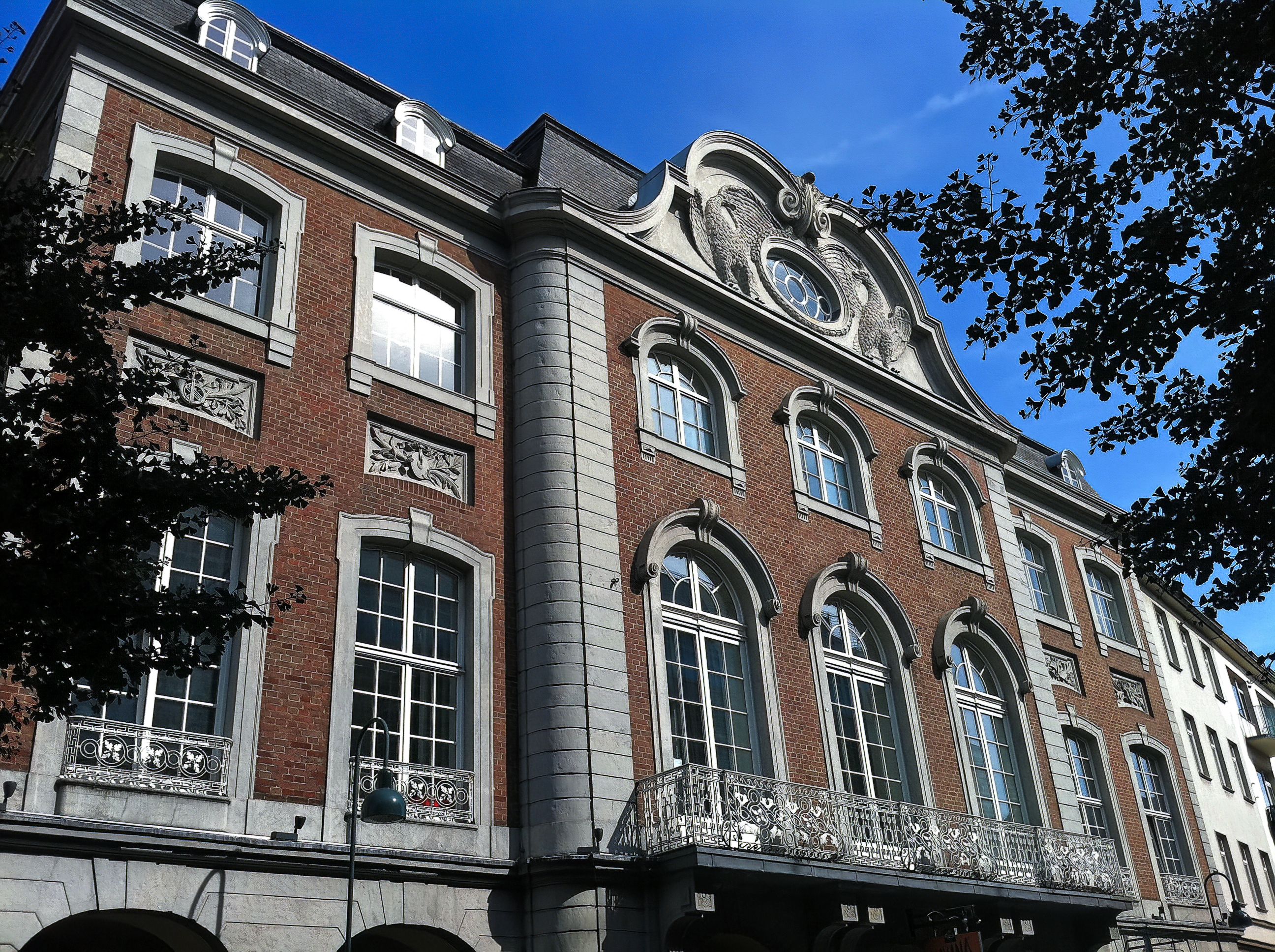
Altes Kurhaus in Aachen, Fassade Komphausbadstraße
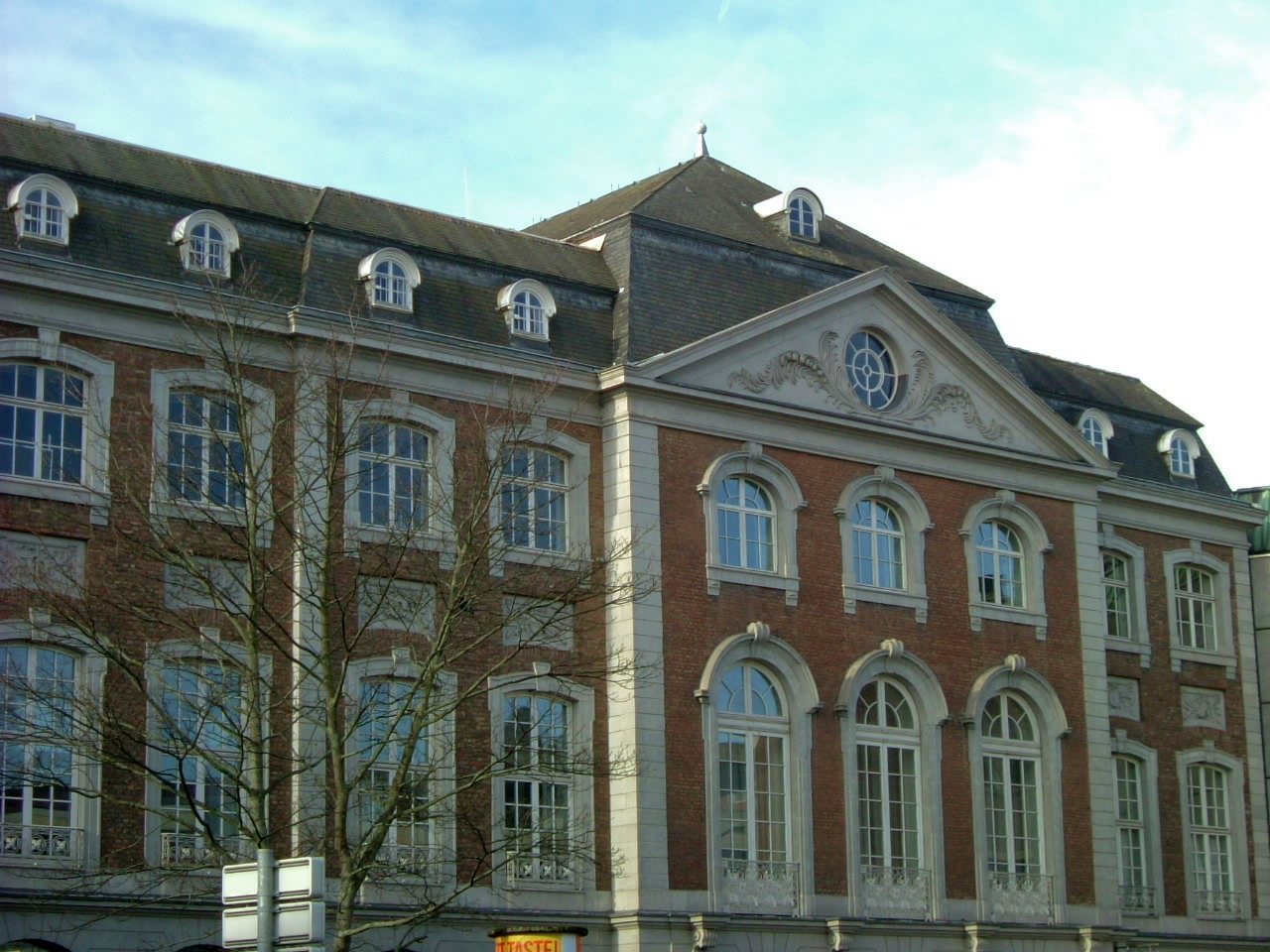
„Gartenfassade“ des Alten Kurhauses, heute Kurhausstraße
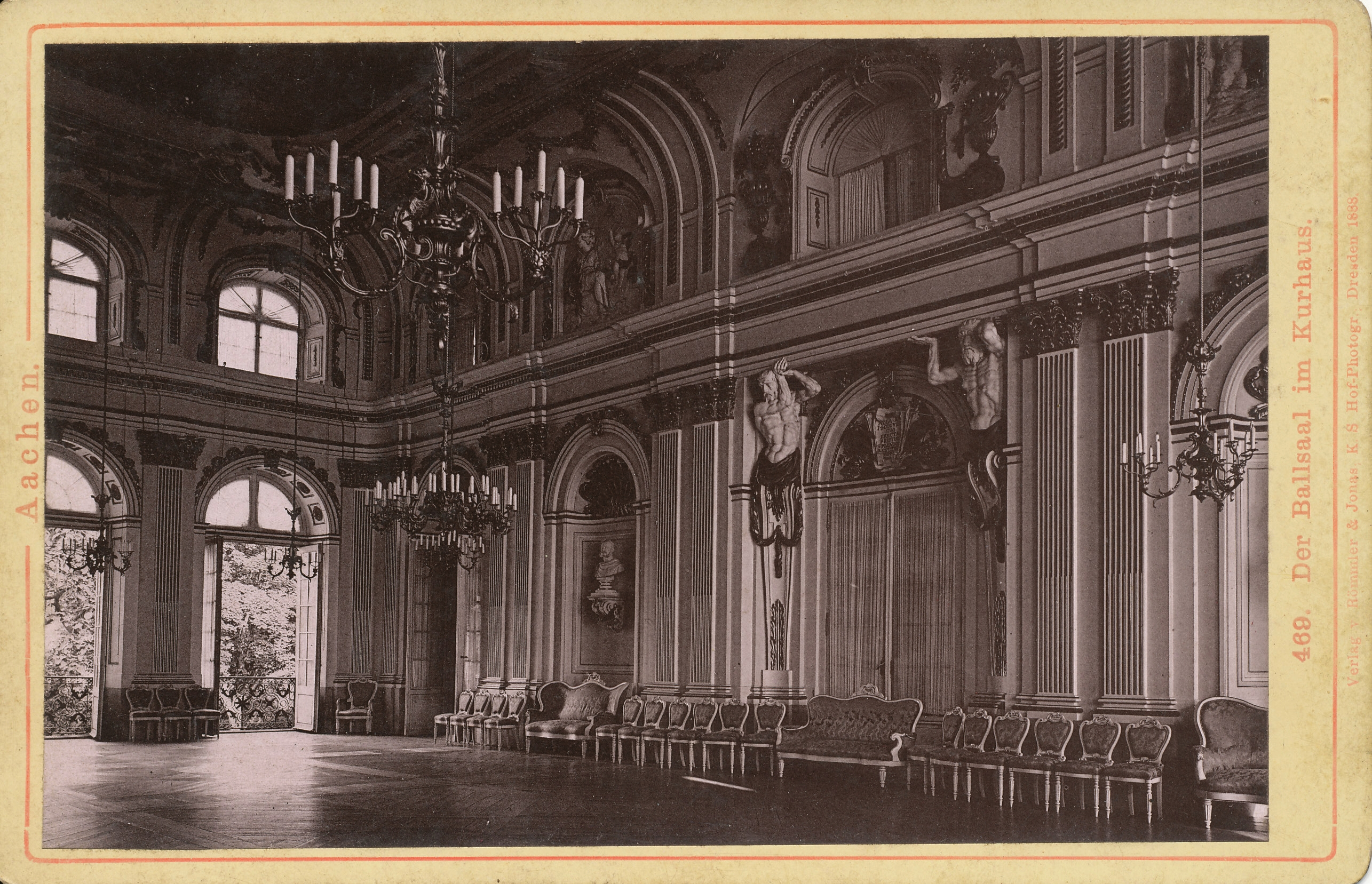
Ballsaal des Alten Kurhauses um 1905

## Abschlusstabelle
| Legende | Legende                                       |
| --- | --------------------------------------------- |
| Abk. | Bedeutung                                     |
| Pkt. | erzielte Punkte                               |
| Aufn. | benötigte Aufnahmen                           |
| ED | Einzeldurchschnitt                            |
| GD | Generaldurchschnitt                           |
| VGD | Verhältnismässiger Generaldurchschnitt        |
| BMD | Bester Mannschaftsdurchschnitt                |
| BED | Bester Einzeldurchschnitt                     |
| BSD | Bester Satzdurchschnitt                       |
| BEVD | Bester Einzel Verhältnismässiger Durchschnitt |
| HS | Höchstserie                                   |
| MP | Match Points                                  |
| PP | Partie Punkte                                 |
| G-U-V | Gewonnen-Unentschieden-Verloren               |
| SV | Satzverhältnis                                |
| WRP | Weltranglistenpunkte                          |
| | 1. Platz (Gold)                               |
| | 2. Platz (Silber)                             |
| | 3. Platz (Bronze)                             |
| | Bester GD des Turniers/Runde                  |
| | Bester VGD des Turniers/Runde                 |
| | Bester ED des Turniers/Runde                  |
| | Bester BVGD des Turniers/Runde                |
| | Beste HS des Turniers/Runde                   |
| (Evtl. finden nicht alle Begriffe Anwendung oder einige sind nicht aufgeführt. Diese können in der Liste der Karambolage-Begriffe nachgesehen werden.) |                                               |

| Endklassement              | Endklassement       | Endklassement | Endklassement | Endklassement | Endklassement | Endklassement | Endklassement | Endklassement | Endklassement |
| Platz                      | Name                | G-U-V         | PP            | MP            | Pkte.         | Aufn.         | VGD           | BVED          |               |
| -------------------------- | ------------------- | ------------- | ------------- | ------------- | ------------- | ------------- | ------------- | ------------- | ------------- |
| 1                          | Walter Lütgehetmann | 20-1-4        | 41:9          | 10:0          | 9725          | 364           | 26,71         | 29,11         |               |
| 2                          | Constant Côte       | 17-0-8        | 34:16         | 8:2           | 9071          | 322           | 28,17         | 31,12         |               |
| 3                          | Jean Galmiche       | 11-1-13       | 23:27         | 4:6           | 8114          | 363           | 22,35         | 21,22         |               |
| 4                          | Fritz Claeys        | 10-1-14       | 21:29         | 3:7           | 8287          | 397           | 20,87         | 26,76         |               |
| 5                          | Carl Foerster       | 8-2-15        | 18:32         | 3:7           | 7995          | 444           | 18,00         | 19,64         |               |
| 6                          | Joseph Verbist      | 6-1-18        | 13:37         | 2:8           | 7533          | 368           | 20,47         | 20,69         |               |
| Turnierdurchschnitt: 22,46 |                     |               |               |               |               |               |               |               |               |

## Disziplintabellen
| Platz                      | Name                | MP   | Pkte. | Aufn. | GD    | BED    | HS  |
| -------------------------- | ------------------- | ---- | ----- | ----- | ----- | ------ | --- |
| 1                          | Constant Côte       | 10:0 | 1000  | 12    | 83,33 | 200,00 | 200 |
| 2                          | Walter Lütgehetmann | 8:2  | 807   | 10    | 80,70 | 200,00 | 200 |
| 3                          | Joseph Verbist      | 5:5  | 678   | 41    | 16,53 | 28,57  | 112 |
| 4                          | Jean Galmiche       | 4:6  | 606   | 22    | 27,54 | 100,00 | 199 |
| 5                          | Fritz Claeys        | 2:8  | 291   | 34    | 8,55  | 16,66  | 37  |
| 6                          | Carl Foerster       | 1:9  | 440   | 27    | 16,29 | 28,57  | 93  |
| Turnierdurchschnitt: 26,17 |                     |      |       |       |       |        |     |

| Platz                      | Name                | MP  | Pkte. | Aufn. | GD    | BED   | HS  |
| -------------------------- | ------------------- | --- | ----- | ----- | ----- | ----- | --- |
| 1                          | Constant Côte       | 8:2 | 716   | 18    | 39,77 | 30,00 | 131 |
| 2                          | Walter Lütgehetmann | 8:2 | 744   | 39    | 19,07 | 30,00 | 109 |
| 3                          | Jean Galmiche       | 4:6 | 523   | 43    | 12,16 | 25,00 | 56  |
| 4                          | Fritz Claeys        | 4:6 | 484   | 44    | 11,00 | 16,66 | 66  |
| 5                          | Carl Foerster       | 4:6 | 498   | 46    | 10,82 | 18,75 | 67  |
| 6                          | Joseph Verbist      | 2:8 | 447   | 38    | 11,76 | 12,50 | 71  |
| Turnierdurchschnitt: 14,96 |                     |     |       |       |       |       |     |

| Platz                     | Name                | MP   | Pkte. | Aufn. | GD   | BED  | HS |
| ------------------------- | ------------------- | ---- | ----- | ----- | ---- | ---- | -- |
| 1                         | Walter Lütgehetmann | 10:0 | 250   | 91    | 2,74 | 8,33 | 40 |
| 2                         | Carl Foerster       | 5:5  | 245   | 103   | 2,37 | 2,77 | 12 |
| 3                         | Constant Côte       | 4:6  | 220   | 76    | 2,89 | 3,33 | 16 |
| 4                         | Jean Galmiche       | 4:6  | 204   | 80    | 2,55 | 4,16 | 20 |
| 5                         | Joseph Verbist      | 4:6  | 211   | 87    | 2,42 | 5,00 | 16 |
| 6                         | Fritz Claeys        | 3:7  | 194   | 95    | 2,04 | 4,16 | 17 |
| Turnierdurchschnitt: 2,48 |                     |      |       |       |      |      |    |

| Platz                     | Name                | MP   | Pkte. | Aufn. | GD    | BED   | HS |
| ------------------------- | ------------------- | ---- | ----- | ----- | ----- | ----- | -- |
| 1                         | Walter Lütgehetmann | 10:0 | 500   | 28    | 17,85 | 25,00 | 74 |
| 2                         | Constant Côte       | 8:2  | 473   | 35    | 13,51 | 25,00 | 56 |
| 3                         | Fritz Claeys        | 4:6  | 454   | 54    | 8,40  | 12,50 | 58 |
| 4                         | Carl Foerster       | 4:6  | 398   | 56    | 7,10  | 8,33  | 35 |
| 5                         | Jean Galmiche       | 4:6  | 342   | 51    | 6,70  | 11,11 | 52 |
| 6                         | Joseph Verbist      | 0:10 | 354   | 46    | 7,69  | –     | 38 |
| Turnierdurchschnitt: 9,33 |                     |      |       |       |       |       |    |

| Platz                      | Name                | MP  | Pkte. | Aufn. | GD    | BED   | HS |
| -------------------------- | ------------------- | --- | ----- | ----- | ----- | ----- | -- |
| 1                          | Fritz Claeys        | 8:2 | 98    | 170   | 0,576 | 0,869 | 4  |
| 2                          | Jean Galmiche       | 7:3 | 90    | 167   | 0,538 | 1,052 | 6  |
| 3                          | Walter Lütgehetmann | 5:5 | 92    | 196   | 0,469 | 0,571 | 5  |
| 4                          | Constant Côte       | 4:6 | 81    | 181   | 0,447 | 0,476 | 6  |
| 5                          | Carl Foerster       | 4:6 | 79    | 212   | 0,372 | 0,500 | 4  |
| 6                          | Joseph Verbist      | 2:8 | 75    | 156   | 0,480 | 0,571 | 6  |
| Turnierdurchschnitt: 0,475 |                     |     |       |       |       |       |    |